# جاي نورث
جاي نورث (بالإنجليزية: Jay North)‏ هو عارض وممثل أمريكي، ولد في 3 أغسطس 1951 بهوليوود في الولايات المتحدة.

## الأعمال

### مسلسلات
- 77 سانست ستريب (1959)
- إد سوليفان شو (1960)
- ذا دونا ريد شو (1960)
- ذا لوسي شو (1966)
- أبنائي الثلاثة (1966)
- الفرسان العرب (1968)
- هنا يأتي الغاضبون (1969-1971)
- لاسي (1973)
- المستشفى العام (1982)
- عائلة سيمبسون (1999)

### أفلام
- ديكي روبرتس: النجم السابق الطفل (2003)

## وصلات خارجية
- جاي نورث على موقع IMDb (الإنجليزية)
- جاي نورث على موقع ألو سيني (الفرنسية)
- جاي نورث على موقع تيرنر كلاسيك موفيز (الإنجليزية)
- جاي نورث على موقع أول موفي (الإنجليزية)
- جاي نورث على موقع قاعدة بيانات الأفلام السويدية (السويدية)
- جاي نورث على موقع إن إن دي بي (الإنجليزية)
- جاي نورث على موقع ديسكوغز (الإنجليزية)
- جاي نورث على موقع قاعدة بيانات الفيلم (الإنجليزية)
- جاي نورث على موقع كينوبويسك (الروسية)